# لانچیا موسی
لانچیا موسی (Lancia Musa) خودرویی است که از سال ۲۰۰۴ تا کنون در تورین و ایتالیا تولید شده‌است.
این خودرو در کلاس مینی ام‌پی‌وی قرار گرفته و طراحی آن خودروهای موتور جلو-محور جلو بوده طول آن در حالت طبیعی ۳٬۹۹۰ میلیمتر (۱۵۷٫۱ اینچ) است. سیستم جعبه‌دندهٔ آن ۵ دنده به دو صورت خودکار و دستی است.

## نگارخانه

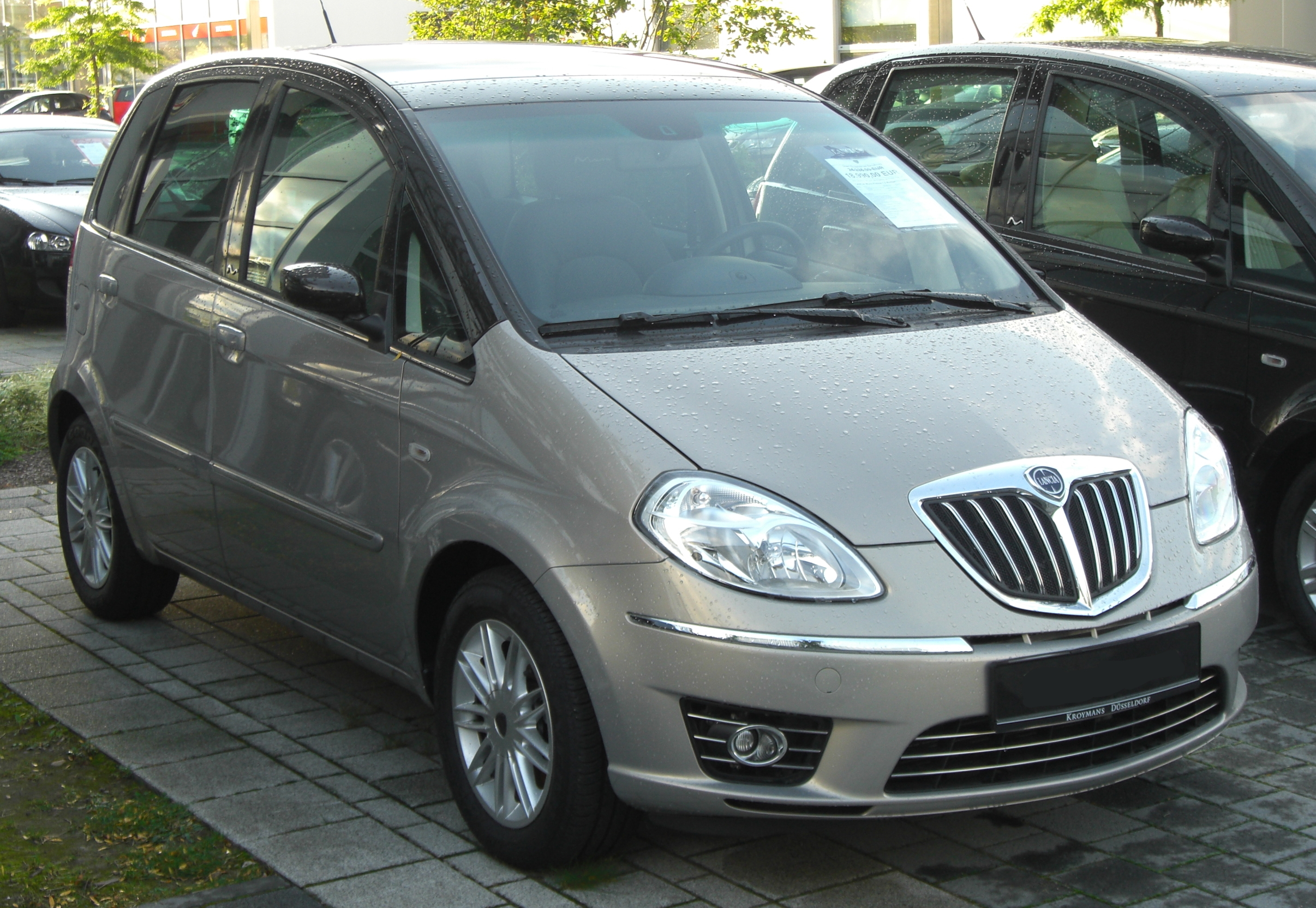
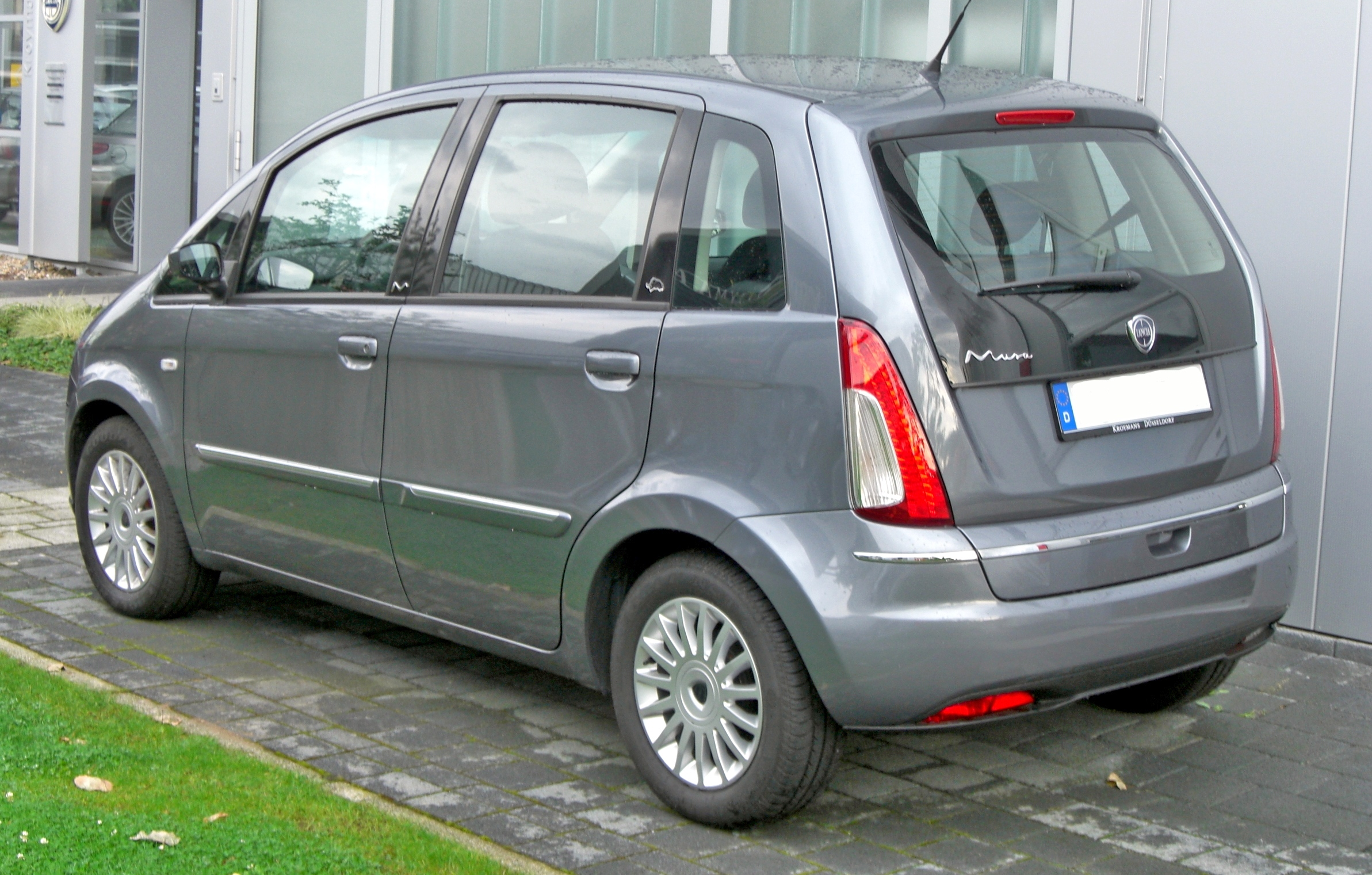